# Tibor Melichárek
Tibor Melichárek (* 21. November 1976 in Topoľčany, Tschechoslowakei) ist ein slowakischer Eishockeyspieler, der seit 2010 beim HC Dukla Trenčín in der slowakischen Extraliga unter Vertrag steht. 

## Karriere

### National
Tibor Melichárek begann seine Karriere als Eishockeyspieler bei seinem Heimatklub VTJ Topoľčany, für den er von 1995 bis 2000 in der zweitklassigen 1. Liga spielte. Zuvor war er bereits in deren Jugend aktiv gewesen. In der Saison 2000/01 stand der Angreifer erstmals in der slowakischen Extraliga unter Vertrag und erzielte 50 Spielen der Hauptrunde 23 Scorerpunkte, darunter 13 Tore, für den HC Slovan Bratislava. Des Weiteren erzielte er in sieben Playoffspielen weitere vier Scorerpunkte, darunter zwei Tore. Nach sechs Jahren bei deren Ligarivalen HC Dukla Trenčín, mit dem er 2004 Slowakischer Meister wurde, wechselte Melichárek im Sommer 2007 erstmals ins europäische Ausland, wo er einen Vertrag beim HC Sparta Prag in der tschechischen Extraliga erhielt. Mit Sparta erreichte er 2008 den zweiten Platz im IIHF European Champions Cup. Nachdem der Slowake auch die Saison 2008/09 bei Sparta Prag begonnen, wechselte er im Laufe der Spielzeit zunächst zum HC Oceláři Třinec und dann zum HC České Budějovice, bei dem er bis 2010 blieb. 
Zur Saison 2010/11 kehrte Melichárek zu seinem Ex-Klub HC Dukla Trenčín in die slowakische Extraliga zurück. 

### International
Für die Slowakei nahm Melichárek an den Weltmeisterschaften 2007 und 2008 teil.

## Erfolge und Auszeichnungen
- 2004 Slowakischer Meister mit dem HC Dukla Trenčín
- 2007 All-Star-Team der slowakischen Extraliga
- 2008 2. Platz beim IIHF European Champions Cup mit HC Sparta Prag